# Фордонджанус
Фордонджанус (итал. Fordongianus) — коммуна в Италии, располагается в области Сардиния, в провинции Ористано.
Население составляет 1057 человек (2008 г.), плотность населения составляет 27 чел./км². Занимает площадь 39 км². Почтовый индекс — 9083. Телефонный код — 0783.
Покровителем коммуны почитается святой апостол Пётр, празднование 29 июня.

## Демография
Динамика населения:

## Администрация коммуны
- Официальный сайт: http://www.comunefordongianus.it/